# ماهیچه دراز بازکننده شست دست
ماهیچه دراز بازکننده شست دست (انگلیسی: Extensor pollicis longus muscle) از ماهیچه‌های ساعد است. تاندون این عضله در پایین به سطح پشتی بند انتهایی انگشت شست چسبیده و موجب باز شدن شست می‌شود.
سر ثابت: بین قسمت‌های میانی و یک سوم سطح خلفی استخوان زند زیرین سر متحرک: پایه بند دوم استخوان شست دست در پشت دست عصب گیری: عصب عمقی رادیال
عمل: اکستنسور مفصل بین استخوان‌های بند اول و دوم شست دست، بازکننده مفصل بند اول و استخوان‌های کف دست، ریپوزیشن شست، کمک به اکستنشن مچ دست و انحراف زندزبرین